# Hubert Meyer
Hubert Meyer, född 5 december 1913 i Berlin, död 16 november 2012 i Leverkusen, var en tysk officer inom Waffen-SS; SS-Obersturmbannführer. Han är mest känd för sitt befäl över 12. SS-Panzer-Division "Hitlerjugend" år 1944.